# Tomopterus quadratipennis
Tomopterus quadratipennis là một loài bọ cánh cứng trong họ Cerambycidae.